# Kirk Hinrich
Kirk James Hinrich (nascut el 2 de gener del 1981 a Sioux City, Iowa) és un jugador de bàsquet professional estatunidenc, contractat pels Chicago Bulls de l'NBA, on és base titular. A més, també és membre de la Selecció de bàsquet dels Estats Units. Està retirat des de l'any 2016.

## Institut i universitat
Kirk va jugar en el Sioux City West High School en l'estat d'Iowa. El seu pare, Jim Hinrich, va ser el seu entrenador allí. Durant els quatre anys en què Kirk va romandre en el Sioux City West High School va acumular un registre de 82 victòries i tan sols 9 derrotes, guanyant a més el campionat estatal en el seu any sènior. Quan es va graduar ja era el líder històric en punts, assistències i robatoris d'aquest High School.
Després de graduar-se Kirk va decidir acudir a Universitat de Kansas. Allí, en el seu any freshman va aconseguir 123 assistències i va rebre el premi Clyde Lovellette al jugador més millorat. L'any següent va ser el vuitè en assistències de tota la nació (6.9), va liderar al seu equip en robatoris i va establir el rècord de la seva universitat en percentatge de tres punts amb un 50.5% des de més enllà de l'arc. Va ser inclòs per Associated Press en el segon equip de la Big 12.
En el seu any júnior a Kansas Hinrich va liderar al seu equip fins a la Final Four i va ser votat en el segon quintet de la Big 12 pels entrenadors i els mitjans. Va encapçalar el seu equip en tirs lliures i triples i va contribuir amb 5.0 assistències per partit. Va rebre també el premi Ted Owens a millor jugador defensiu de Kansas. En el seu últim any, la seva temporada sènior, va conduir a la seva universitat fins a la final del Campionat de la NCAA, on finalment van perdre amb Universitat de Syracuse. Kirk va ser el segon màxim anotador del seu equip, el que més triples va anotar i a més va contribuir amb 3.5 assistències, 3.9 rebots i 1.9 robatoris per partit. Va ser inclòs per la Associated Press en el tercer quintet All-American.
L'1 de març de 2009 Kansas va retirar el seu número 10. Va ser la vint-i-cinquena vegada que els Jayhawks van retirar la samarreta d'un jugador. Entre les samarretes retirades per aquesta universitat es troben, a més de la de Hinrich, les d'il·lustres com Paul Pierce o Wilt Chamberlain.

## NBA
Va ser triat en el draft de 2003 (un dels millors drafts de la història en el qual van ser seleccionats jugadors com LeBron James, Dwyane Wade o Carmelo Anthony) amb el número 7 pels Chicago Bulls. En principi s'esperava que caigués més a baix a causa dels dubtes que generava el que hagués jugat d'escorta en els seus dos últims anys universitaris, cosa que no podria fer en l'NBA, on se'l considerava massa petit per a això. Finalment van optar per col·locar-ho de base, i en el seu any rookie en la va demostrar el perquè de la seva alta elecció jugant 66 partits com a titular en els quals va fer una mitjana de 12 punts i 6.8 assistències, mostrant-se com un sòlid base, líder i un gran jugador defensiu. Va ser triat en el millor quintet *rookie de la temporada i va aconseguir l'únic triple doble realitzat per un rookie aquella temporada davant els Golden State Warriors el 24 de febrer de 2004, amb 11 punts, 12 rebots i 10 assistències.
En la seva següent temporada va pujar la seva mitjana de punts a 15.7, el seu percentatge en tirs de camp al 39.7% i cosa que és més important, va ser una de les peces clau per a retornar als Bulls a playoffs on va pujar espectacularment la seva mitjana anotadora a 21.2 punts amb un 45% en tirs de camp i un espectacular 51,5% en tirs de tres, afegint-li 5.8 assistències, 3.7 rebots i 2 robatoris per partit. Malgrat això el seu equip, els Chicago *Bulls, van caure en sis partits contra els Washington Wizards.
En la seva tercer temporada en la lliga, la 2005-2006, va pujar el seu percentatge en tirs de camp fins al 41%, encara que el seu percentatge en tirs de tres va caure fins al 35%. En finalitzar la temporada regular feia una mitjana de 15.9 punts, 6.4 assistències i 3.6 robatoris per partit; a més va ser l'únic jugador dels Bulls a fer una mitjana de més d'un robatori per partit. Els Bulls van tornar a classificar-se per a playoffs i allí Hinrich va tornar a millorar la seva aportació fent una mitjana de 20.5 punts, 7.7 rebots, 3.3 rebots i 1.3 robatoris per partit. No obstant això els Bulls van caure de nou en primera ronda, aquesta vegada enfront dels Miami Heat, fet i fet campions.
Hinrich va millorar la seva aportació en la temporada 2006-2007, la seva quarta en l'NBA, amb les seves millors marques en percentatge en tirs de camp, tirs de tres punts i tirs lliures, a més d'en punts per partit. Va acabar la temporada regular fent una mitjana de 16.6 punts, 6.3 assistències, 3.4 rebots i 1.2 robatoris per partit, els millors números de la seva carrera. Els de Chicago van tornar a ficar-se en playoffs i de nou se les van veure en primera ronda amb els Miami Heat, els qui aquesta vegada van sucumbir clarament davant els d'Illinois amb un Hinrich no gaire encertat ofensivament, però sí colossal en la defensa sobre l'estrella rival, l'MVP de les finals de l'any anterior: Dwyane Wade. No obstant això, després els de Chicago no van ser capaços de doblegar als Detroit Pistons.
L'any següent la mala temporada dels Bulls va ser degut en part a la baixada de Hinrich en la seva aportació. Es va perdre diversos partits i va jugar amb molèsties tants uns altres, per la qual cosa va registrar els números més baixos en punts (11.5), assistències (6.0), rebots (3.3) i minuts jugats (31.7) de la seva carrera. No obstant això en aquesta temporada Hinrich va aconseguir la major anotació de la seva carrera en un partit NBA: 38 punts enfront d'Indiana Pacers el 23 de gener de 2008. Els Bulls aquesta vegada no es van classificar per als playoffs.
La temporada 2008-2009 l'arribada del número 1 del draft, el base Derrick Rose, va forçar a Hinrich a jugar molts minuts d'escorta i jugar de base solament quan Rose estigués descansant. Les petites lesions una altra vegada van tornar a fer mossa en ell, i els seus números van descendir a 9.9 punts, 3.9 assistències, 2.4 rebots i 1.3 robatoris en 26.3 minuts per partit en la temporada regular. No obstant això va ser un jugador clau en la intendència defensiva, i en playoffs un any més va tornar a pujar el seu rendiment en la fantàstica eliminatòria enfront dels Boston Celtics amb 12.6 punts, 2.9 assistències, 2.7 rebots i 1.7 robatoris amb un 46.8% en tirs de camp i un 43.3% en tirs de tres. Però una vegada més els Bulls van ser derrotats en primera ronda, encara que aquesta vegada forçant el setè partit.
El 8 de juliol de 2010, Hinrich va ser traspassat a Washington Wizards juntament amb els drets de Kevin Seraphin a canvi dels drets de Vladimir Veremeenko.
El 23 de febrer de 2011 va ser traspassat a Atlanta Hawks juntament amb Hilton Armstrong a canvi de Mike Bibby, Jordan Crawford, Maurice Evans i una primera ronda de draft.
El 9 de juliol de 2012 va signar com a agent lliure amb els Chicago Bulls per 2 temporades i 6 milions de dòlars per a suplir la baixa del base estrella Derrick Rose.

## Estadístiques de la seva carrera en l'NBA
| PJ  | Partits jugats              | PT  | Partit de titular        | MPP     | Minuts per partit              |
| %TC | Porcentatge de tirs de camp | %3P | Porcentatge de tirs de 3 | %TL     | Percentatge de tirs lliures    |
| RPP | Rebots per partit           | APP | Assistències per partit  | ROB     | Robatoris de pilota per partit |
| TPP | Tapons per partit           | PPP | Punts per partit         | Negrita | Màxim de la seva carrera       |

### Temporada regular
| Año     | Equipo     | PJ  | PT  | MPP  | %TC  | %3P  | %TL  | RPP | APP | ROB | TPP | PPP  |
| ------- | ---------- | --- | --- | ---- | ---- | ---- | ---- | --- | --- | --- | --- | ---- |
| 2003-04 | Chicago    | 76  | 66  | 35.6 | .386 | .390 | .804 | 3.4 | 6.8 | 1.3 | .3  | 12.0 |
| 2004-05 | Chicago    | 77  | 77  | 36.4 | .397 | .355 | .792 | 3.9 | 6.4 | 1.6 | .3  | 15.7 |
| 2005-06 | Chicago    | 81  | 81  | 36.5 | .418 | .370 | .815 | 3.6 | 6.3 | 1.2 | .3  | 15.9 |
| 2006-07 | Chicago    | 80  | 80  | 35.5 | .448 | .415 | .835 | 3.4 | 6.3 | 1.2 | .3  | 16.6 |
| 2007-08 | Chicago    | 75  | 72  | 31.7 | .414 | .350 | .831 | 3.3 | 6.0 | 1.2 | .2  | 11.5 |
| 2008-09 | Chicago    | 51  | 4   | 26.3 | .437 | .408 | .791 | 2.4 | 3.9 | 1.3 | .4  | 9.9  |
| 2009-10 | Chicago    | 74  | 53  | 33.5 | .409 | .371 | .752 | 3.5 | 4.5 | 1.2 | .3  | 10.9 |
| 2010-11 | Washington | 48  | 29  | 30.6 | .452 | .384 | .876 | 2.7 | 4.4 | 1.2 | .2  | 11.1 |
| 2010-11 | Atlanta    | 24  | 22  | 28.6 | .432 | .421 | .667 | 2.2 | 3.3 | .8  | .3  | 8.6  |
| 2011-12 | Atlanta    | 48  | 31  | 25.8 | .414 | .346 | .781 | 2.1 | 2.8 | .8  | .2  | 6.6  |
| 2012-13 | Chicago    | 60  | 60  | 29.4 | .377 | .390 | .714 | 2.6 | 5.2 | 1.1 | .4  | 7.7  |
| 2013-14 | Chicago    | 73  | 61  | 29.0 | .393 | .351 | .760 | 2.6 | 3.9 | 1.1 | .4  | 9.1  |
| 2014-15 | Chicago    | 66  | 22  | 24.4 | .373 | .345 | .700 | 1.8 | 2.2 | .7  | .2  | 5.7  |
| 2015-16 | Chicago    | 35  | 7   | 15.9 | .398 | .411 | .938 | 1.7 | 1.7 | .4  | .0  | 3.8  |
| 2015-16 | Atlanta    | 11  | 0   | 6.9  | .182 | .167 | .000 | 1.1 | 1.3 | .2  | .1  | .5   |
| Total   | Total      | 879 | 665 | 30.7 | .411 | .375 | .800 | 2.9 | 4.8 | 1.1 | .3  | 10.9 |

### Playoffs
| Año   | Equipo  | PJ | PT | MPP  | %TC  | %3P  | %TL   | RPP | APP | ROB | TPP | PPP  |
| ----- | ------- | -- | -- | ---- | ---- | ---- | ----- | --- | --- | --- | --- | ---- |
| 2005  | Chicago | 6  | 6  | 35.5 | .450 | .515 | .690  | 3.7 | 5.8 | 2.0 | .7  | 21.2 |
| 2006  | Chicago | 6  | 6  | 39.0 | .415 | .346 | .857  | 3.3 | 7.7 | 1.3 | .3  | 20.5 |
| 2007  | Chicago | 10 | 10 | 36.2 | .376 | .302 | .769  | 4.2 | 7.5 | .9  | .3  | 12.1 |
| 2009  | Chicago | 7  | 0  | 30.0 | .468 | .433 | .680  | 2.7 | 2.9 | 1.7 | .4  | 12.6 |
| 2010  | Chicago | 5  | 5  | 39.2 | .423 | .500 | .714  | 4.4 | 4.0 | 1.4 | .0  | 12.4 |
| 2011  | Atlanta | 6  | 6  | 28.8 | .500 | .421 | 1.000 | 2.3 | 2.7 | 1.2 | .3  | 10.2 |
| 2012  | Atlanta | 6  | 4  | 23.5 | .433 | .375 | 1.000 | 2.0 | 1.0 | .7  | .0  | 5.7  |
| 2013  | Chicago | 4  | 4  | 40.5 | .432 | .364 | .643  | 2.8 | 5.8 | 2.0 | .3  | 11.3 |
| 2014  | Chicago | 5  | 5  | 33.4 | .411 | .368 | .500  | 3.0 | 4.4 | .8  | .2  | 11.0 |
| 2015  | Chicago | 10 | 0  | 12.6 | .474 | .600 | .667  | 0.5 | 1.1 | .3  | .1  | 2.6  |
| Total | Total   | 65 | 46 | 30.5 | .430 | .408 | .744  | 2.8 | 4.2 | 1.1 | .3  | 11.4 |